# A. S. Byatt
Dame Antonia Susan Duffy DBE HonFBA (Sheffield, 1936. augusztus 24. – London, 2023. november 16.), írói nevén A. S. Byatt angol kritikus, regényíró, költő és novellaíró. Könyveit több mint harminc nyelvre fordították le.

## Életpályája
A közép-angliai Sheffieldben született, John Frederick Drabble, QC, a későbbi megyei bírósági bíró és Kathleen Bloor, Browning-kutató legidősebb gyermekeként, testvérei a regényíró Margaret Drabble és a művészettörténész Helen Langdon. Bátyja Richard Drabble KC ügyvéd. Drabble apja részt vett a zsidó menekültek elhelyezésében Sheffieldben az 1930-as években, Az anya shaviánus, az apa kvéker volt, Sheffield második világháború alatti bombázása miatt a család Yorkba költözött.
Byatt két független bentlakásos iskolában tanult, a Sheffield High Schoolban és a The Mount Schoolban, egy York-i kvéker bentlakásos iskolában.
A "mélyen boldogtalan" gyermek Byatt nem élvezte a bentlakásos iskolát, arra hivatkozva, hogy egyedül akart lenni, és nehezen talált barátokat. Súlyos asztmája gyakran ágyban tartotta, ahol az olvasás lett a menekülés a nehéz háztartásból. A cambridge-i Newnham College, a Bryn Mawr College (az Egyesült Államokban) és az oxfordi Somerville College tanulója volt. Miután az iskolában franciát, németet, latint és angolt tanult, később a Cambridge-i Egyetemen olaszul tanult, hogy Dantét olvashasson. 1998-ban azt mondta: "Ez azt jelenti, hogy valóban el tudom olvasni az európai irodalmat a maga ritmusával, még ha a nehéz részeknél szükségem is van egy egymás melletti szövegre."
Miután elvégezte a Cambridge-i Egyetemet, 1959-ben férjhez ment és Durhamba költözött. Egyetemi évei alatt kezdett el dolgozni első két regényén, amelyeket később a Chatto & Windus kiadó adott ki Shadow of a Sun (1964; 1991-ben újranyomtatták az eredetileg tervezett The Shadow of the Sun címmel) és The Game (1967) címmel.
1972-ben tanári állást vállalt, hogy egyetlen fia taníttatását finanszírozni tudja. Ugyanazon a héten, amikor elfogadta a munkát, egy részeg sofőr megölte fiát, amikor az iskolából hazafelé tartott. A fiú 11 éves volt. Byatt szimbolikus 11 évig tanított, majd 1983-ban kezdett el főállásban írni. The Virgin in the Garden (Szűz a kertben, 1978) volt a The Quartet című regénytetralógia első darabja, amely a Still Life (Csendélet, 1985), a Babel Tower (Bábeli tornya, 1996) és A Whistling Woman' (Egy fütyülő nő, 2002) című regényekkel folytatódott.
Előadásokat tartott a Londoni Egyetem (1962-71), a Central School of Art and Design, majd 1972-től 1983-ig a University College Londonban. 1983-ban kezdett el főállásban írni.

## Magánélete
1959-ben ment férjhez Ian Charles Rayner Byatthez, és Durhambe költözött. Egy közös lányuk született, valamint egy fiuk, Charles, akit 11 éves korában egy részeg sofőr ölt meg, miközben hazafelé tartott az iskolából. A fia haláláról és annak hatásáról előadásaira és későbbi karrierjére a The Children's Book (Gyermekkönyv) megjelenése után beszélt, amelyben egy halott gyermek képe szerepel: Byatt elmondta, hogy főállású író szeretett volna lenni, de "ha lenne munkám, fizetős iskolába tudnánk küldeni a fiamat. A fiamat Frank Kermode küszöbén ölték meg, többé-kevésbé azon a napon, amikor elfogadtam a munkát – így nem volt értelme a munkámnak, kivéve, hogy mi mást tehettem volna". Byatt addig maradt a munkában, "amíg élt, ami 11 év volt", aztán, mint mondta, "olyan volt, mintha megszabadultam volna egy bűbájtól." Akadémiai karrierjére "nagyon szimbolikusan" tekintett. Később megírta a "Halott fiúk" című versét. 1969-ben felbontották a házasságukat. Még ugyanebben az évben Byatt hozzáment Peter Duffyhoz, és két lányuk született.
Byatt és nővére, Margaret Drabble kapcsolata néha feszült volt, mivel mindkettőjük írásaiban önéletrajzi elemek is jelen voltak. Bár a kapcsolatuk már nem volt különösen szoros, és nem olvasták egymás könyveit, Margaret "normális testvéri rivalizálásként" jellemezte a helyzetet,[16] Byatt pedig azt mondta, hogy "a pletykalapok szörnyen túlértékelték", és hogy a nővérek "alapvetően mindig is kedvelték egymást." Byatt agnosztikus volt, bár a kvéker istentiszteletekhez továbbra is vonzódott. Szívesen nézett snookert, teniszt és focit.
Elsősorban Putneyban élt, és otthonában halt meg 2023. november 16-án, 87 éves korában.

## Munkássága
A Possession: A Romance című regénye 1990-ben Booker-díjat kapott, míg The Djinn in the Nightingale's Eye (1994) című novelláskötete 1995-ben Aga Khan-díjat kapott. The Children's Book című regénye 2009-ben a Booker-díj jelöltjei közé került, 2010-ben pedig elnyerte a James Tait Black Emlékdíjat. Kritikai munkái közé tartozik két tanulmánya Dame Iris Murdochról (aki barátja és mentora volt), a Degrees of Freedom: The Early Novels of Iris Murdoch (1965) és Iris Murdoch: A Critical Study (1976). További kritikai tanulmányai közé tartozik a Wordsworth and Coleridge in Their Time (1970) és a Portraits in Fiction (2001).
Byatt 2002-ben Shakespeare-díjat, 2016-ban Erasmus-díjat, 2017-ben Pak Kjongni-díjat, 2018-ban pedig Hans Christian Andersen irodalmi díjat kapott. Az irodalmi Nobel-díj jelöltjeként emlegették.

## Irodalmi hatások
Byattra Henry James és George Eliot valamint Emily Dickinson, T. S. Eliot, Coleridge, Tennyson és Robert Browning hatott, a realizmus és a naturalizmus ötvözésében a fantáziával. Nem volt a Brontë család csodálója, bevallotta, hogy "közös képzeletüket teljesen megdöbbentőnek találta." Christina Rossettit sem kedvelte. D. H. Lawrence-szel szemben ambivalens volt, és azt is kijelentette: "Nem szeretem az angol úriemberes high-church típusú kifinomult embereket, kivéve George Herbertet, aki tökéletes és váratlan." Jane Austen műveit már tizenéves kora előtt kívülről tudta.
Byatt könyveiben a romantikus és viktoriánus irodalom témáira utalt, illetve azokra épített. John Gage művészettörténésznek a színek elméletéről szóló könyvét említette egyik kedvenc újraolvasott könyveként. Frank Kermode-ot úgy tekintette, mint aki "kritikát ír egy olyan irodalomról, amelyhez remélhetőleg hozzá lehet tenni dolgokat. Bizonyos értelemben az, amit Kermode szerint William Golding és Lawrence Durrell csinált, fontosabb volt számomra, mint az, amit Golding vagy Durrell csinált" – mondta Byatt a The Paris Review "The Art of Fiction" sorozatának adott interjújában.

## Írás

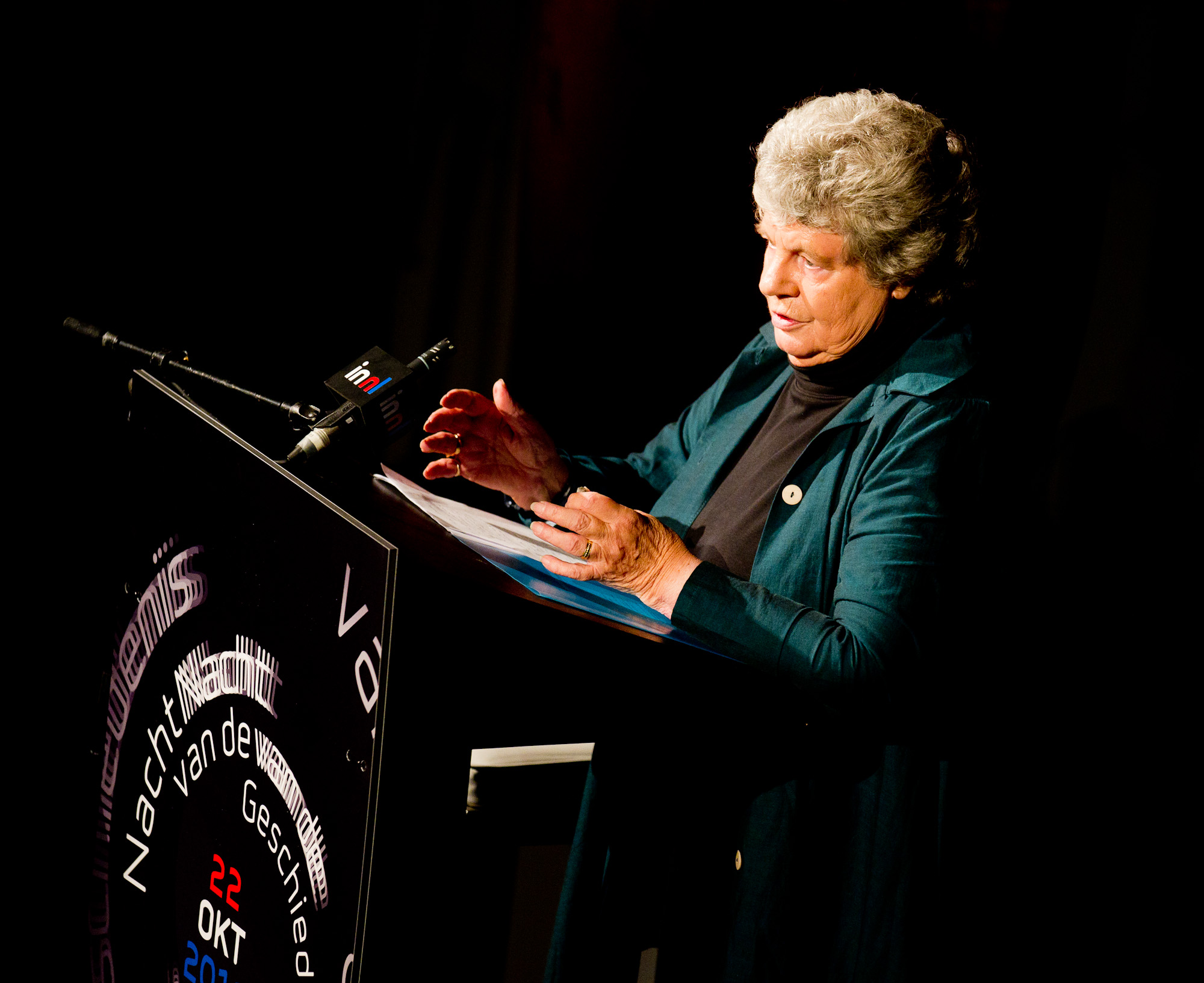
Byatt Amszterdamban 2011-ben

### Fikció
Byatt sokat írt, amíg bentlakásos iskolába járt, de a legtöbbet elégette, mielőtt elment.
Első regényét a Cambridge-i Egyetemen kezdte írni, ahol nem sok előadáson vett részt, de amikor mégis, akkor azzal töltötte az időt, hogy megpróbált regényt írni, ami – korlátozott élettapasztalatát tekintve – egy fiatal egyetemi nőnek azt jelentette, hogy megpróbál regényt írni, regényt, az ő regényét, ami – tudta – "nem jó". Amikor befejezte, a fiókban hagyta. Miután elhagyta Cambridge-t, egy évet posztgraduális hallgatóként az Egyesült Államokban töltött, és elkezdte második regényét, a The Game-et. Oxfordban folytatta az írást, amikor visszatért Angliába. Miután 1959-ben férjhez ment, és Durhambe költözött, félretette a The Game-t, és folytatta a munkát korábbi regényén. Elküldte John Beer irodalomkritikusnak, akivel még Cambridge-ben kötött barátságot, és akinek – mint később mondta – "gondolatai, úgy gondolom, szinte minden írásomon keresztülfutnak." Beer elküldte Byatt regényét a Chatto & Windus független könyvkiadónak. Onnan Cecil Day-Lewis írt neki egy választ, és meghívta egy ebédre az Athenaeumba, ahol megosztotta gondolatait "a költészetről, Yeatsről, Audenről és Shakespeare-ről, és ez volt az az irodalmi beszélgetés, amiben még sosem volt részem. Amikor kijöttünk a járdára, meglehetősen reszketve kérdeztem: Lehet, hogy gondolkodik azon, hogy kiadja ezt a regényt? Azt mondta: Ó, igen, persze, persze." Day-Lewis volt Byatt első szerkesztője; D. J. Enright követte őt.
Shadow of a Sun (A nap árnyéka), Byatt első regénye egy lányról és apjáról szól, 1964-ben jelent meg. 1991-ben újra kiadták, az eredetileg tervezett címét, A nap árnyékát megtartva. 1967-ben megjelent A játék két testvér közötti dinamikáról szólt. Byatt első könyveinek fogadtatása összemosódott nővére írásaival, mert nővére gyorsabban publikált.
A családi témát folytatja a The Quartetben: Byatt regénytetralógiája, amely The Virgin in the Garden (1978) című regénnyel kezdődik, majd a Still Life (1985), a Babel Tower (1996) és A Whistling Woman (2002) című kötetekkel folytatódik, Kvartettjét D. H. Lawrence ihlette, különösen a The Rainbow és a Women in Love. A kvartettben ábrázolt család Yorkshire-ből származik. Byatt elmondta, hogy a The Virgin in the Garden ötlete részben egy általa tanított, Tolsztojt és Dosztojevszkijt olvasó óráról származott, részben pedig abból az időből, amikor 1961-ben Durhamben élt, abban az évben, amikor fia született. A könyv kísérlet volt arra, hogy megértse, mit lehetne elérni, ha a Middlemarchot a huszadik század közepén írnák. Byatt könyvében szerepel egy erőteljes haláljelenet, amelyet 1961-ben talált ki (Byattot Angus Wilson The Middle Age of Mrs Eliot című könyvének olvasása és az annak nyitányában szereplő baleset inspirálta), egy olyan haláljelenet, amely számos olvasó részéről panaszt váltott ki élénksége miatt.
Könyvei a 20. század közepi Nagy-Britanniát írják le, és Frederica Potter életét követik nyomon, aki fiatal értelmiségiként Cambridge-ben tanult egy olyan időszakban, amikor az egyetemen a nők száma erősen meghaladta a férfiakét, majd egy fiatal fiúval elváltként követi nyomon útját, miközben Londonban új életet kezd. Byatt azt mondja, hogy regényeinek néhány szereplője a "legnagyobb rémületét képviseli, amely az egyszerű háziasság". A Babel Towerhoz hasonlóan az A Whistling Woman is érinti a hatvanas évek utópikus és forradalmi álmait. Byatt önmagát "természeténél fogva pesszimista állatnak" írta le: "Nem hiszem, hogy az emberek alapvetően jók, ezért úgy gondolom, hogy minden utópisztikus mozgalom kudarcra van ítélve, de engem érdekelnek."
Byatt szintén kiváló novellaíró, első megjelent gyűjteménye a Sugar and Other Stories (1987) volt. Az 1993-ban megjelent The Matisse Stories három darabot tartalmaz, amelyek mindegyike a festő egy-egy festményét írja le; mindegyik egy kezdetben kisebb válságról szól, amely a főhősök életében régóta tartó kibontakozást mutatja be. 1994-ben megjelent The Djinn in the Nightingale's Eye (A dzsinn a fülemüle szemében) című mesegyűjteménye. 1994-ben további novelláskötetei: Elementals: Stories of Fire and Ice, amely 1998-ban jelent meg, és a Little Black Book of Stories, amely 2003-ban jelent meg. Könyvei a zoológia, az entomológia, a geológia és a darwinizmus iránti folyamatos érdeklődést tükrözik, más visszatérő témák mellett. A nyelvészet is érdekli, és élénken érdeklődik könyvei fordítása iránt. Byatt azt mondta: "El sem tudom mondani, mennyire fontos volt számomra, amikor Angela Carter azt mondta: 'Tündérmeséken nőttem fel – számomra sokkal fontosabbak, mint a realista elbeszélések'. Nem volt bátorságom ezt gondolni, amíg ő nem mondta, és nagyon sokat köszönhetek neki." Carter egy korábbi (első) találkozásakor Byatt-tel egy Stevie Smith-versfelolvasás után elutasította Byatt munkásságát, így ez a szemléletváltás igazolta Byatt írói szemléletét, és Byatt készségesen elismerte ezt.
A Possession (1990) két kortárs akadémikus kialakuló kapcsolatát állítja párhuzamba két (fiktív) 19. századi költő életével, akiket kutatnak. 1990-ben elnyerte a Booker-díjat, és 2002-ben filmre is feldolgozták.
Byatt Morpho Eugenia című novellája bekerült az Angels & Insects (1992) című regénybe, amelyből 1995-ben készült el az azonos című film; a film 1997-ben megkapta a legjobb jelmeztervért járó Oscar-díjat.
2000-ben megjelent The Biographer's Tale című regényét eredetileg "The Biography of a Biographer" (Egy életrajzíró életrajza) című novellának szánta, amely azon az elképzelésén alapult, hogy egy életrajzíró egy könyvtárban egy másik ember életét kutatja, és ezt fejlesztette tovább, hogy egy Phineas G. Nanson nevű karakterről írjon, aki egy életrajzíróról próbál tájékozódni egy könyvhöz, amelyet megírni szándékozik, de csak töredékeket talál a három meg nem írt életrajzából, amelyek Galtonról, Ibsenről és Linnaeusról szólnak. Phineas Gilbert Nanson egy rovarról kapta a nevét, és szinte anagrammája Galtonnak, Ibsennek és Linnének, bár Byatt szerint ez egy "hátborzongató" véletlen volt, amelyre csak később jött rá.
A 2009-ben megjelent The Children's Book egy 1895-től az első világháború végéig terjedő regény, amelynek középpontjában a fiktív Olive Wellwood áll, aki E. Nesbit alapján készült. Egy másik szereplő – Herbert Methley – Byatt szerint H. G. Wells és D. H. Lawrence kombinációja. A regényben Rupert Brooke, Emma Goldman, Auguste Rodin, George Bernard Shaw, Virginia Woolf és Oscar Wilde is megjelenik önmaguk szerepében. Byatt eredetileg The Hedgehog, the White Goose and the Mad March Hare (A sün, a fehér lúd és az őrült márciusi nyúl) címet szánta a könyvnek.
2009-ben Byatt így fogalmazott: "Az írásra egyszerűen az élvezet szempontjából gondolok. Ez a legfontosabb dolog az életemben, a dolgok készítése. Bármennyire is szeretem a férjemet és a gyerekeimet, csak azért szeretem őket, mert én vagyok az, aki ezeket a dolgokat készítem. Én, aki én vagyok, az a személy, akinek az a projektje, hogy egy dolgot létrehozzon. Hát, ez nagyképűen fogalmazva – de építés. Én ezt afféle háromdimenziós struktúrákban látom. És mivel ez a személy ezt csinálja állandóan, ez a személy képes szeretni ezeket az embereket." A "dolgok készítésének" preferenciája egy 2003-as interjúban is megjelenik, amikor azt mondta: "Nem szeretek a kreatív írásról beszélni, ami egy csökevényes vallási tikk bennem. Ha valamit megalkotnak, azt Isten csinálja. Én nem. Én teremtek dolgokat – a teremtés egy szép szó".
A nyugat-londoni Putneyban lévő otthonában és egy másik házban, a dél-franciaországi Cévennes-ben, ahol a nyarakat töltötte, írt. A szépirodalmi műveit nem számítógépen írta, hanem kézzel, bár a nem-fikciós cikkekhez bevetett egy számítógépet. 1991-ben a Los Angeles Times Book Review-nak adott, nem publikált interjúja szerint Byatt azt mondta, hogy reggel 10 óra körül kezdte a napját az írással, úgy ösztönözte magát, hogy először valami könnyűt, majd valami nehezebbet olvasott: "Aztán egy idő után, ha valami nehéz, de nagyon érdekes dolgot olvasok, elkezdek írni. Szóval azt szeretem csinálni, hogy körülbelül fél tizenkettőtől, egy órától körülbelül négyig írok". Ezen a ponton, mondta, újra olvasni kezd.

### Kritika
Byatt két kritikai tanulmányt írt Dame Iris Murdochról, aki barátja, mentora és egy másik jelentős hatással volt saját írói munkásságára. A következő címet kapták: Degrees of Freedom: The Early Novels of Iris Murdoch (1965) és Iris Murdoch: A Critical Study (1976). "Mivel valójában nem akartam mentort, nagyon nehezen tudtam kezelni a barátságot... egyszerűen csak anyagként használt" – mondta Byatt. "Nagyon szeretett téged, de elvitt ebédelni, és csak úgy tüzelt rád kérdésekkel, mint egy agyaggalamblövészetnél." Byatt "gonosznak" és "megbocsáthatatlannak" minősítette Murdoch férjének, John Bayley-nek a döntését is, hogy memoárt adjon ki a vele töltött időszakról, mondván: "Ismertem eléggé ahhoz, hogy tudjam, gyűlölte volna... borzasztó hatással volt arra, hogy az emberek hogyan éreznek iránta, látják és gondolnak rá... Érzések voltak a munkájában, de nem korlátozódott az érzésekre. Volt benne gondolat. Volt benne szerkezet. Intelligens, bonyolult világ."
Byatt további kritikai tanulmányai közé tartozik Wordsworth and Coleridge in Their Time (1970). 2001-es Portraits in Fiction című műve a regénybeli festészetről szól, és Émile Zolára, Marcel Proustra és Iris Murdochra utal; Byatt korábban már érintette ezt a témát egy 2000-es előadásában, amelyet a londoni National Portrait Galleryben tartott.
Nem volt ideje az úgynevezett "dühös fiatalemberekre", pl. John Osborne-ra és Kingsley Amisra, és alig több ideje volt Evelyn Waugh-ra (bár őt Amisnál jobb művésznek tartotta), és bár Anthony Burgess-t kezdetben csak "egy újabb dühös fiatalembernek" tartotta, később meggondolta magát, és azt mondta, hogy "tele van gazdag találékonysággal és a szűkszavúság teljes hiányával." Georgette Heyer könyveit "mélyen megindítónak" találja.
Byatt nyilvánosan bátorította a brit írók új, fiatal generációját, köztük Philip Hensher (Kitchen Venom), Robert Irwin (Exquisite Corpse), A. L. Kennedy, Lawrence Norfolk, David Mitchell (Ghostwritten), Ali Smith (Hotel World), Zadie Smith (White Teeth) és Adam Thirlwell, 2009-ben azt mondta, hogy "nem teljesen érdektelen, mert azt kívánom, hogy legyen egy olyan irodalmi világ, amelyben az emberek nem csak az emberek érzéseiről írnak könyveket... mindaz, amit szeretek, az ötletekről is ír" E preferenciák közül néhányat szembeállított Martin Amis, Julian Barnes, Ian McEwan és Graham Swift munkásságával – majd hozzátette: "Valójában mind a négy írót csodálom... ők nem csak az emberek érzéseiről írnak.... . mindazonáltal ez megcsontosodott." Norfolkot 2003-ban úgy jellemezte, mint "a legjobbat a most író fiatal regényírók közül." Beszélt arról is, hogy csodálja Helen DeWitt amerikai írónő The Last Samurai (Az utolsó szamuráj) című könyvét. Hensher, aki Byattot barátjának tartja, azt mondta: "Nagyon szokatlan egy angol ember számára, mivel elég gyanakvó a komédia iránt. A legtöbb embernél előbb vagy utóbb minden intellektuális pozíció egy viccből fakad – nála ez soha nem történik meg."
Arra a kérdésre, hogy az írása "nemi alapú"-e, Byatt így válaszolt:
"Részben azért, mert a "gendered" szó miatt nagyon sok barátom olyan műveket írt, amelyek a semmitmondás határát súrolják. Mindig is az volt a romantikus elképzelésem, hogy az író vagy a művész, ahogy Coleridge és Virginia Woolf mondta, androgün. A The Virgin in the Garden kvartett egésze az androgün elme kívánatos voltáról szól. Túl öreg vagyok már az amerikai vagy az itteni női mozgalomhoz. A nők szabadságáért vívtam csatákat, teljesen egyedül, ahogy én láttam, az ötvenes években. Részben lenyűgözött a szervezett harc, részben pedig megdöbbentett, mert a szabadságjogokat, amelyeket nehezen tudtunk kivívni – hogy a férfiak komolyan vegyenek, mint egyenrangú beszélgetőpartnereket – hirtelen elvetette az az elképzelés, hogy a nőknek össze kell fogniuk, és beszélniük kell egymással egymásról, a nőkről, és női tanulmányokat kell tartaniuk a női épületekben. Megtanultam, hogy soha ne írjak listát a kedvenc festőimről vagy íróimról úgy, hogy ne szerepeljenek benne nők, de ugyanígy soha nem írnék listát férfiak nélkül. Nem hiszem, hogy lehet élni a világban, ha a nemek közötti harc fontosabb, mint a nemek közötti kommunikáció. Számomra sosem volt az – szeretem a férfiakat. Az apám volt az egyik legfontosabb jelenlét az életemben, és ő racionális és józan volt, és szerette a nőket." 
Byatt számos irodalmi díj zsűrijének volt tagja, köztük a Betty Trask-díjnak, a David Higham-díjnak, a Hawthornden-díjnak és a Booker-díjnak. A médiának is írt, többek között a The Times Literary Supplementnek, a Prospect brit folyóiratnak és a The Guardian, a The Independent és a The Sunday Times című újságoknak.

## Díjai és kitüntetései
Byatt az 1990-es újévi kitüntetésben a Brit Birodalom Rendjének (CBE) parancsnokává nevezték ki, és a Brit Birodalom Rendjének Dame Commanderévé (DBE) léptették elő „az irodalomért végzett szolgálatokért” II. Erzsébet brit királynő 1999-es születésnapi kitüntetései alkalmából.
Az irodalmi Nobel-díj jelöltjeként is emlegették.
2008-ban a The Times felvette 1945 óta az 50 legnagyobb brit író listájára.

### Elismerései
- 1986: PEN/Macmillan Silver Pen Award, for Still Life[41]
- 1990: Booker Prize for Fiction, for Possession: A Romance[42]
- 1990: Irish Times International Fiction Prize, for Possession: A Romance[43]
- 1991: Commonwealth Writers Prize (Eurasia Region, Best Book), for Possession: A Romance[44]
- 1991: Honorary DLitt from the University of Durham[45]
- 1993: Honorary LittD from the University of Liverpool[46]
- 1994: Honorary Doctorate from the University of Portsmouth[47]
- 1995: Honorary Doctorate from the University of London[48]
- 1995: Premio Malaparte (Italy)[49]
- 1995: Premio Malaparte (Italy)[50]
- 1995: Aga Khan Prize for Fiction, for The Djinn in the Nightingale's Eye[51]
- 1998: Mythopoeic Fantasy Award for Adult Literature, for The Djinn in the Nightingale's Eye[52]
- 1999: Honorary DLitt from the University of Cambridge[53]
- 1999: Honorary Fellow, Newnham College, Cambridge[9][54]
- 2002: Shakespeare Prize (Germany)[10]
- 2004: Honorary Doctor of Letters from the University of Kent[55]
- 2004: Honorary Fellow, University College London[56]
- 2009: Blue Metropolis International Literary Grand Prix[57] (Canada)
- 2009: Booker Prize shortlist, for The Children's Book[17]
- 2010: Honorary doctorate from Leiden University (Netherlands)[58]
- 2010: James Tait Black Memorial Prize, for The Children's Book[59]
- 2016: Erasmus Prize (Netherlands), for "exceptional contribution to literature"[60][61][62]
- 2017: Fellow of the British Academy of the British Academy[63]
- 2017: Park Kyong-ni Prize (South Korea)[64]
- 2017: Golden Plate Award of the American Academy of Achievement[65][66]
- 2018: Hans Christian Andersen Literature Award (Denmark)[67]

## Tagságok
- 1987–1988: Kingman Committee of Inquiry into the teaching of English Language, (Department of Education and Science)[10]
- 1984–1988: Management Committee, Society of Authors(wd) (Deputy chairman, 1986, Chairman, 1986–1988)[10]
- 1993–1998: Board, British Council (Member of Literature Advisory Panel, 1990–1998)[10]
- 2014: American Academy of Arts and Sciences(wd), Foreign Honorary Member[68]

## Művei

### Regények
A következő könyvek alkotják a The Quartet néven ismert tetralógiát: The Virgin in the Garden (1978), Still Life (1985), Babel Tower (1996) and A Whistling Woman (2002).
- 1964 – Shadow of a Sun, Chatto & Windus(wd)[10] 1991-ben újranyomtatták az eredetileg tervezett The Shadow of the Sun címmel.[8]
- 1967 – The Game, Chatto & Windus[10]
- 1978 – The Virgin in the Garden, Chatto & Windus[10]
- 1985 – Still Life, Chatto & Windus[10]
- 1990 – Possession: A Romance, Chatto & Windus[10]
- 1996 – Babel Tower, Chatto & Windus[10]
- 2000 – The Biographer's Tale, Chatto & Windus[10]
- 2002 – A Whistling Woman, Chatto & Windus[10]
- 2009 – The Children's Book, Chatto & Windus[11]
- 2011 – Ragnarok: The End of the Gods, Canongate(wd) ISBN 9780802120847[10]

### Elbeszélés-gyűjtemények
- 1987 – Sugar and Other Stories, Chatto & Windus[10]
- 1993 – The Matisse Stories, Chatto & Windus[10]
- 1994 – The Djinn in the Nightingale's Eye, Chatto & Windus[10]
- 1998 – Elementals: Stories of Fire and Ice, Chatto & Windus[10]
- 2003 – Little Black Book of Stories, Chatto & Windus[10]
- 2021 – Medusa's Ankles: Selected Stories, Chatto & Windus[10]

### Novellák
- 1992 – Angels and Insects, Chatto & Windus; két novellát tartalmaz:[10]
  - Morpho Eugenia(wd)[10]
  - The Conjugial Angel[10]

### Esszék és életrajzok
- 1965 – Degrees of Freedom: The Early Novels of Iris Murdoch, Chatto & Windus[10]
- 1970 – Wordsworth and Coleridge in their Time, Nelson(wd)[10]
- 1976 – Iris Murdoch: A Critical Study, Longman(wd)[10]
- 1989 – Unruly Times: Wordsworth and Coleridge, Poetry and Life, Hogarth Press(wd)[10]
- 1991 – Passions of the Mind: Selected Writings, Chatto & Windus[10]
- 1995 – Imagining Characters: Six Conversations about Women Writers (with Ignes Sodre), Chatto & Windus[10]
- 2000 – On Histories and Stories: Selected Essays, Chatto & Windus[10]
- 2001 – Portraits in Fiction, Chatto & Windus[10]
- 2016 – Peacock & Vine: On William Morris and Mariano Fortuny, Knopf(wd) ISBN 978-1101947470[10]

### Szerkesztések
- 1989 – George Eliot: Selected Essays, Poems and Other Writings (szerkesztő Nicholas Warren), Penguin[10]
- 1995 – New Writing Volume 4 (editor with Alan Hollinghurst), Vintage(wd)[10]
- 1997 – New Writing Volume 6 (editor with Peter Porter), Vintage[10]
- 1998 – Oxford Book of English Short Stories (editor), Oxford University Press(wd)[10]
- 2001 – The Bird Hand Book (Victor Schrager fotóival), Graphis Inc.(wd) (New York)[10]

### Magyarul
- Mindenem. Regényes történet (Possession) – GABO, Budapest, 2006 · ISBN 9636890099 · fordította: Bozai Ágota, N. Kiss Zsuzsa, Palkó Ágnes

## Fordítás
- Ez a szócikk részben vagy egészben  az   A. S. Byatt című angol Wikipédia-szócikk fordításán alapul.  Az eredeti cikk szerkesztőit annak laptörténete sorolja fel. Ez a jelzés csupán a megfogalmazás eredetét és a szerzői jogokat jelzi, nem szolgál a cikkben szereplő információk forrásmegjelöléseként.